# 广州十三行 (电视剧)
《广州十三行》是一部中国大陆历史题材电视剧，以晚清粤商的故事为背景，由曹盾执导，盛和煜编剧，朱亚文、俞灏明、文咏珊领衔主演。该剧于2022年2月杀青，目前待播中。

## 播出时间
| 頻道   | 所在地   | 播映日期 | 播出時間 | 備註 |
| 爱奇艺 | 中国大陆 | 待定     |          |      |

## 演员列表
| 演員   | 角色   | 介紹                      |
| 朱亚文 | 林炳元 | 粤商，账房先生→十三行总商 |
| 俞灏明 | 郑仕承 | 粤商                      |
| 文咏珊 | 卢畅云 | 卢家二女儿                |
| 张天爱 | 卢忆卿 | 卢家大女儿                |
| 徐璐   | 韵娘   |                           |
| 余皑磊 | 佶善   | 粤海关监督                |
| 芦芳生 | 汤有书 |                           |

## 相关事件
- 本剧因男主角历史原型为伍敦元引发网络争议。[5][6]